# Божил Димитров
Божил Димитров е български революционер, участник в Четата на Хаджи Димитър и Стефан Караджа.

## Биография
Димитров е роден в град Куманово, Македония около 1842 г. Включва се в четата на Хаджи Димитър и Стефан Караджа в 1868 г. Ранен е при сражението на четата в местността Канлъдере при село Вишовград. Заловен и осъден на 15 години каторга. Умира на заточение в Сен Жан д'Акр, Палестина.